# Gare de Saint-Tite
La  gare de Saint-Tite est une quai d'embarquement, de Via Rail Canada située sur la rue Marchildon à Saint-Tite dans la municipalité régionale de Mékinac, en Mauricie, au Québec.

## Histoire

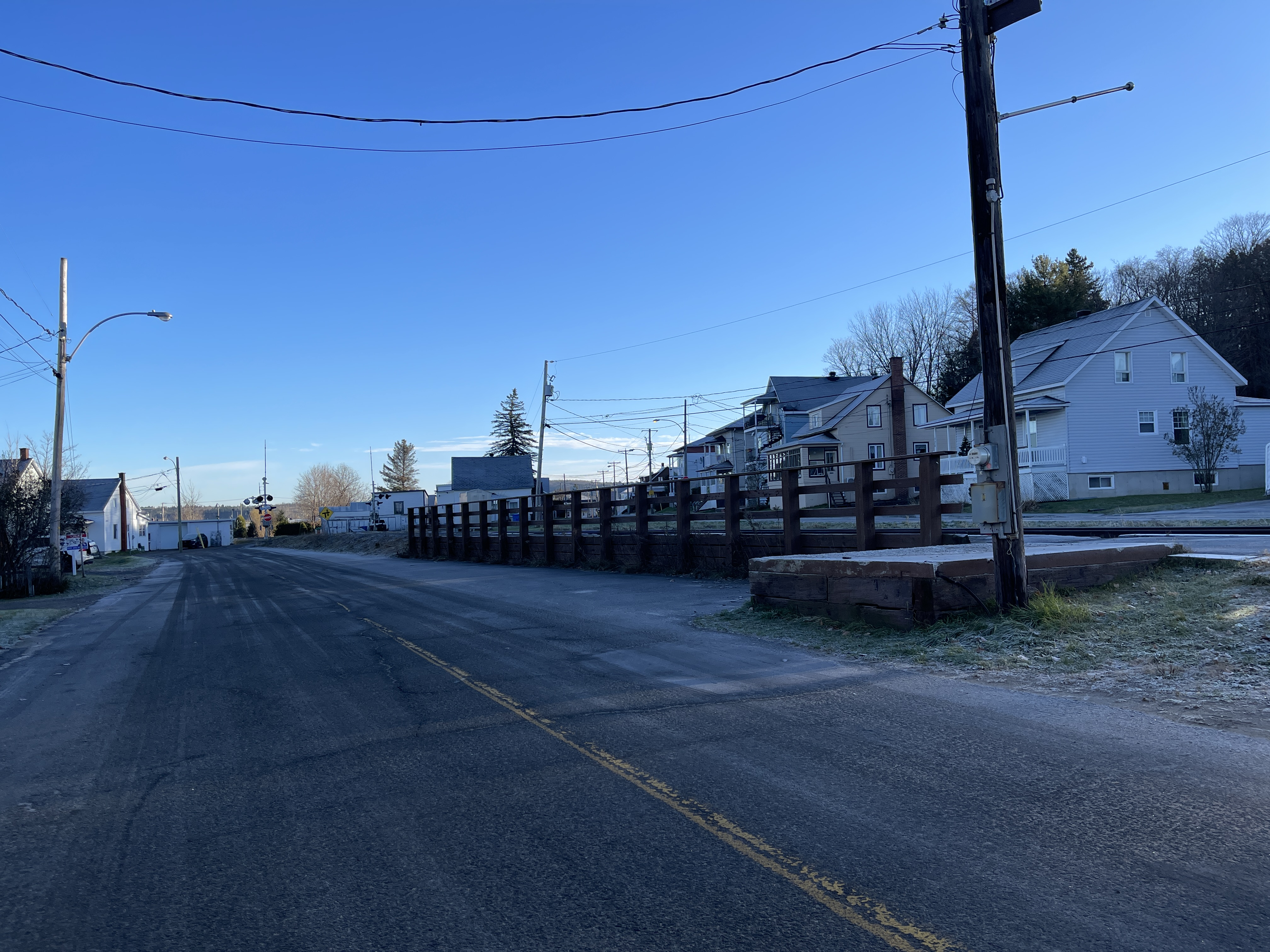
Saint-Tite, rue Marchildon, quai d'embarquement de Via Rail Canada

La fièvre des chemins de fer en 1878
Le vaste territoire au nord de la plaine du Saint-Laurent, avec son ouverture sur l'immensité du Bouclier canadien, suscite des rêves grandioses. En 1878, la St. Laurence, Lower Laurentian & Saguenay obtient l'autorisation de construire une voie entre Trois-Rivières et le Saguenay-Lac-Saint-Jean par Saint-Tite,.

## Situation ferroviaire
Établie à 139 mètres d'altitude, la gare de Saint-Tite est située entre les gares de Grand-Mère et de Hervey-Jonction.

## Service aux voyageurs
- Arrêt sur demande[1]
- Le stationnement des véhicules est possible à proximité[3].